# Chlamydephorus dimidius
Chlamydephorus dimidius е вид коремоного от семейство Chlamydephoridae. Видът е световно застрашен, със статут Уязвим.

## Разпространение
Разпространен е в Южна Африка (Квазулу-Натал).